# Zopherus tristis
Zopherus tristis is een keversoort uit de familie somberkevers (Zopheridae). De wetenschappelijke naam van de soort werd in 1851 gepubliceerd door John Lawrence LeConte.